# Гулија (Дамбовица)
Гулија (рум. Gulia) насеље је у Румунији у округу Дамбовица у општини Тарташешти. Oпштина се налази на надморској висини од 108 m.

## Становништво
Према подацима из 2002. године у насељу је живело 1029 становника, од којих су сви румунске националности.